# 宰恩斯维尔 (印第安纳州)
宰恩斯維爾（英語：Zionsville）是一個位於美國印第安納州布恩縣的城鎮。

## 地理
宰恩斯維爾的座標為39°57′11″N 86°16′10″W / 39.95306°N 86.26944°W，而該地的平均海拔高度為257米（即843英尺）。

## 人口
根據2010年美國人口普查的數據，宰恩斯維爾的面積為138.91平方千米，當中陸地面積為138.59平方千米，而水域面積為0.32平方千米。當地共有人口14,160人，而人口密度為每平方千米102人。